# 偰遜
偰 遜（せつ そん、설손、? - 1360年）は、ウイグル族出身の高麗の文官。偰文質の孫。慶州偰氏の始祖であり、恭愍王の時代に高麗に帰化した。長男は恭愍王11年に文科に及第、判三司事を務めた偰長寿。四男の偰慶寿も、恭愍王の時代に文科に及第した。五男の偰眉寿は、恭愍王の時代に文科に及第、李氏朝鮮時代に礼曹判書を務めた。孫の偰循は、李氏朝鮮の太宗の時代に文科に及第し、世宗の時代に集賢殿副提学を務めた。

## 家族
- 祖父：偰文質
- 父：偰哲篤
- 長男：偰長寿
- 次男：偰延寿
- 三男：偰福寿
- 四男：偰慶寿
- 五男：偰眉寿
- 孫：偰循